# Mathai-Dor
Mathai-Dor es una serie de historietas creada por el autor español Víctor de la Fuente en 1972.

## Creación y trayectoria editorial
Tras el éxito de su serie Haxtur (1969) en la revista "Trinca", inicia en el número 34 de la publicación su segunda serie con guion propio: Mathai-Dor, la cual cancela por desacuerdos con la editorial sobre los derechos de autor.
Establecido en Francia, el grupo editorial Hachette le editó todo el material en dos álbumes:
- 1 La nuit des temps (10/1974);
- 2 La capture du feu (11/1974).[2]

Víctor de la Fuente nunca la retomó, a pesar de haber tenido esa intención.
En España, el final de la serie no vería la luz hasta los números 3 y 4 de la revista Bumerang de Nueva Frontera, en 1978.

## Argumento y personajes
Ambientada en un futuro postapocalíptico, Mathai-Dor es un piel roja...